# Champvert
Champvert é uma comuna francesa na região administrativa de Borgonha-Franco-Condado, no departamento Nièvre. Estende-se por uma área de 46,95 km². Em 2010 a comuna tinha 794 habitantes (densidade: 16,9 hab./km²).